# Каменець (Сілезьке воєводство)
Каменець (пол. Kamieniec, нім. Kamienitz) — село в Польщі, у гміні Зброславиці Тарноґурського повіту Сілезького воєводства.
Населення — 847 осіб (2011).
У 1975-1998 роках село належало до Катовицького воєводства.

## Демографія
Демографічна структура станом на 31 березня 2011 року:
|          | Загалом | Допрацездатний вік | Працездатний вік | Постпрацездатний вік |
| -------- | ------- | ------------------ | ---------------- | -------------------- |
| Чоловіки | 403     | 90                 | 271              | 42                   |
| Жінки    | 444     | 71                 | 284              | 89                   |
| Разом    | 847     | 161                | 555              | 131                  |